# 國家發展委員會法制協調處
國家發展委員會法制協調處（簡稱國發會法制處）為中華民國國家發展委員會之業務單位；主要任務在強化政府與民間企業之聯繫，透過跨部會溝通協調，推動財經法制鬆綁創新，以促使台灣總體投資環境邁向國際化與自由化。

## 歷史
- 1995年3月6日，行政院經濟建設委員會成立負責亞太營運中心的業務單位「亞太營運中心協調服務中心」，行政院院長連戰主持亞太營運中心協調服務中心成立酒會，律師暨理律法律事務所合夥人劉紹樑上任亞太營運中心協調服務中心首屆主任。
- 2000年10月，行政院核定亞太營運中心協調服務中心調整編組及任務，並更名為「行政院經濟建設委員會財經法制協調服務中心」。
- 2014年1月22日，隨行政院經濟建設委員會整併為「國家發展委員會」[1]，財經法制協調服務中心更名為「國家發展委員會法制協調中心」，調整任務為經商法制再造、法制革新推動、法制作業協調等重點業務。法協中心由國發會副主任委員督導，設主任一人、副主任一人。
- 2022年11月22日，國家發展委員會法制協調中心改制為「國家發展委員會法制協調處」，行政院核定法制協調處處長由國家發展委員會參事楊淑玲（原法制協調中心主任）接任[2]。法制協調處設處長一人、副處長一人，下設四科：法制革新科、前瞻法制科、綜合企劃科、法制作業科。

## 組織
- 處長
  - 副處長
- 法制革新科
- 前瞻法制科
- 綜合企劃科
- 法制作業科

## 外部連結
- 國家發展委員會 - 法制協調 （页面存档备份，存于）